# مجموعة التدخل الخاصة
إن مجموعة التدخل الخاصة (بالفرنسية: (GIS) Groupe d'Intervention Spécial)، هي مجموعة قوات خاصة تم إنشاؤها في الجزائر عام 1987, في البداية بـ 300 عضوٍ، وهي مسؤولة عن مكافحة الإرهاب، كما أنها وحدة فرعية من إدارة الاستخبارات والأمن (DRS)، ويقع مقرها في مدينة الجزائر ولها قاعدة في البليدة على بعد 50 كم (31 ميلاً) من مدينة الجزائر (العاصمة).
وبالإضافة إلى التدريب الذي تتلقاه على نمط القوات الخاصة الجزائرية من قوات غربية مثل قيادة العمليات الخاصة الفرنسية وسبيتسناز الروسية، فهم يتلقون أيضًا تدريبًا على مواضيع متخصصة مثل التدخل التكتيكي من مجموعة تدخل الدرك الوطني والرايد وفرقة الأسلحة والتكتيكات الخاصة ومجموعة ألفا سبيتسناز.
منذ عام 1992م، عملت قوات مجموعة التدخل الخاصة في سياق المواجهة العنيفة بين الحكومة الجزائرية والمتشددين الإسلاميين؛ وقد زعم وجود إنتهاكات جسيمة لحقوق الإنسان ضد المدنيين من كلا الجانبين، وقد منع حظر الأسلحة، الناتج عن هذه الحرب، الذي طُبق ضد الجزائر في البداية مجموعة التدخل الخاصة من الحصول على معدات مثل أجهزة الرؤية الليلية النموذجية لمثل هذه الوحدات ومع ذلك، بعد أحداث 11 سبتمبر 2001، سُمح لبائعي العتاد العسكري ببيع المعدات إلى الجزائر بإسم الحرب على الإرهاب.

## تاريخ
فيما تبقى قوات «الجيس» التي تعتبر الأقوى على الإطلاق ضمن فرق النخبة في مصالح الأمن والتي عززت بها القوات البرية، بالمرصاد للإرهابيين وتضرب معاقل الإرهاب خاصة مع التهديدات الأخيرة التي سجلها التنظيم الإرهابي، مع حماية المنشآت الوطنية ومنع أي أختراقات يقوم بها الإرهاب الذين يهددون بتصدير موجة ثانية من الإرهاب إلى الجزائر ودول الجوار.

### فترة الإنشاء (1987-1991)
أنشئت في عام 1987م، بأمر من الجنرال لكحل آيات، مندوب عام في التوثيق والأمن (دائرة الاستعلام والأمن).

### فترةمرحل الإرهاب(1991-2002)
بعد إلغاء الانتخابات التشريعية لعام 1991 التي فاز بها الإسلاميون في الجبهة الإسلامية للإنقاذ، تدهور الوضع الأمني تدهورا تدريجيا، وواجهت الجزائر أول عمليات تمرد وهجمات إرهابية.

## تنظيم
يظل تنظيم جهاز المخابرات حتى يومنا هذا مصنفا، التنظيم بالتدقيق لتركيبه وأدواره غير معروف عمليا لدى عامة الناس، ووفقا للمعلومات الحقيقية المتاحة بشأن هذا الموضوع، تنقسم إلى عدة وحدات، كل منها لها وظيفة خاصة بها، أعتمادا على طبيعة المهام، فإنها يمكن أن تعمل عادة بشكل في عملية منفصل أيضا.
ومع ذلك، فمن الممكن تصنيف هذه الوحدات على النحو التالي :
- وحدات التدخل
- وحدات الدعم العملياتي
- وحدات السباحة القتالية
- وحدات الحماية والحراسة
- وحدات صناعة وإزالة الألغام
- وحدات الدراجات النارية

## مهام
- مكافحة الارهاب والإفراج عن الرهائن.
- حرب العصابات.
- تحييد المجنون أو الجناة الخطرين.
- حماية ومرافقة الشخصيات المشهورة.
- العمليات الخاصة السرية.

## تجنيد
معلومات قليلة جدا عن هذا الموضوع هي سر عسكري للجيش الجزائري.

## تكوين
لدى فريق التدخل الخاص تدريبا متقدما جدا يتألف من عدة دورات في مختلف المجالات (الاعتداء، القنص، الطائرات، سكوادبومب) في مدرسة القوات الخاصة (إيتس) في الجزائر، جنبا إلى جنب مع سبيتسناز الروسية، وتدريبات كوك سول وتعتبر الاقوى عربيا وأفريقيا.

## المعدات والعتاد

### الأسلحة
تمكن المجموعة من الحصول على ترسانة كاملة من الأسلحة التي يتم أختيارها وفقا لاحتياجات المهام وطبيعتها.
تم تجهيز كل عضو مع سلاح رئيسي (عادة بندقية هجومية أو مدفع رشاش)، مسدس وأنواع مختلفة من القنابل اليدوية (تفتيت، والدخان، والتعمية، وما إلى ذلك).
| السلاح                      | صورة        | بلد الأصل/الشراء | النوع                    |             |             |             |
| أسلحة فردية                 | أسلحة فردية | أسلحة فردية      | أسلحة فردية              | أسلحة فردية | أسلحة فردية | أسلحة فردية |
| --------------------------- | ----------- | ---------------- | ------------------------ | ----------- | ----------- | ----------- |
| غلوك 17                     |             | النمسا           | مسدس نصف آلي             |             |             |             |
| بيريتا 92                   |             | إيطاليا          | مسدس نصف آلي             |             |             |             |
| إيه كيه إم                  |             | الاتحاد السوفيتي | بندقية اقتحام            |             |             |             |
| الدراجات                    |             |                  |                          |             |             |             |
| BMW R 1100 RT               |             | ألمانيا          | دراجة نارية              |             |             |             |
| BMW K 1100 RT               |             | ألمانيا          | دراجة نارية              |             |             |             |
| مروحيات                     |             |                  |                          |             |             |             |
| يوروكوبتر إيه إس 550 فنك    |             | فرنسا            | مروحية متعددة الأغراض    |             |             |             |
| أغستاوستلاند إيه دبليو 109  |             | إيطاليا          | مروحية متعددة الأغراض    |             |             |             |
| سيارات                      |             |                  |                          |             |             |             |
| فولكسفاغن بولو V            |             | ألمانيا          | سيارة دورية              |             |             |             |
| فولكسفاغن غولف              |             | ألمانيا          | سيارة دورية              |             |             |             |
| فولكسفاغن كادي              |             | ألمانيا          | سيارة نقل                |             |             |             |
| مرسيدس بنز فيتو             |             | ألمانيا          | سيارة دورية ونقل معتقلين |             |             |             |
| نيسان باترول                |             | اليابان          | سيارة دورية وتدخل        |             |             |             |
| تويوتا لاند كروزر           |             | اليابان          | سيارة دورية وتدخل        |             |             |             |
| تويوتا ستايشن               |             | اليابان          | سيارة مطاردة             |             |             |             |
| تويوتا ستايشن كابينة مزدوجة |             | اليابان          | سيارة نقل ومطاردة        |             |             |             |
| إيفيكو دايلي                |             | إيطاليا          | سيارة نقل وحشد           |             |             |             |
| هيونداي سانتافي             |             | كوريا الجنوبية   | سيارة دورية              |             |             |             |
| تويوتا كورولا               |             | اليابان          | سيارة دورية              |             |             |             |
| سوبارو إمبريزا              |             | اليابان          | سيارة مطاردة             |             |             |             |
| مرسيدس بنز الفئة جي         |             | الجزائر          | سيارة دورية              |             |             |             |
| مدرعة BCL-5M                |             | الجزائر          | مدرعة نقل للجنود         |             |             |             |

## وصلات داخلية
- الأمن العسكري (الجزائر)
- دائرة الاستعلام والأمن
- القوات الخاصة الجزائرية
- القوات البرية الجزائرية
- الحرس الجمهوري الجزائري
- القوات الجوية الجزائرية
- الأميرالية (الجزائر)
- قوات الضفادع البشرية الجزائرية
- القوات البحرية الجزائرية
- قلعة بني عباس (سفينة)
- الدرك الوطني الجزائري
- مفرزة الدرك الوطني الجزائري للتدخل
- معركة الجزائر (توضيح)
- معركة نافارين
- تاريخ البحرية الجزائرية
- الأسطول البحري الجزائري
- سوناكوم ام 210 و ام 230
- وزارة التسليح والاتصالات العامة
- الفجر 10 أول نموذج لطائرة بدون طيار جزائرية 100%
- شرطة الجزائر

## روابط خارجية
- وزارة الدفاع الوطني الجزائري نسخة محفوظة 8 أكتوبر 2017 على موقع واي باك مشين.
- G.I.S على يوتيوب.
- إلحاق مجموعة التدخل الخاص ( GIS) بقيادة الأركان عوض الاستخبارات